# Seven Sudamericano Masculino 2019
El Seven Sudamericano Masculino del 2019 fue la undécima edición del torneo de rugby 7 de la Sudamérica Rugby. 
Se disputó en la instalaciones del Old Grangonian Club, Chicureo, Santiago de Chile.
El certamen fue clasificatorio a los Juegos Olímpicos de 2020, además el mejor ubicado con excepción de Argentina, Chile y Uruguay obtuvo la última plaza a los Juegos Panamericanos de 2019.
Se disputó en paralelo al Seven Sudamericano Femenino M18 2019.

## Equipos participantes
- Argentina
- Brasil
- Chile
- Colombia
- Costa Rica
- Guatemala
- Paraguay
- Perú
- Uruguay
- Venezuela

## Resultados

### Grupo A
| Pos. | Equipo    | Encuentros | Encuentros | Encuentros | Encuentros | Tantos  | Tantos    | Tantos     | Puntos |
| Pos. | Equipo    | jugados    | ganados    | empatados  | perdidos   | a favor | en contra | diferencia | Puntos |
| ---- | --------- | ---------- | ---------- | ---------- | ---------- | ------- | --------- | ---------- | ------ |
| 1    | Argentina | 4          | 4          | 0          | 0          | 184     | 5         | +179       | 8      |
| 2    | Paraguay  | 4          | 3          | 0          | 1          | 74      | 64        | +10        | 6      |
| 3    | Colombia  | 4          | 2          | 0          | 2          | 80      | 69        | +11        | 4      |
| 4    | Perú      | 4          | 1          | 0          | 3          | 47      | 130       | -83        | 2      |
| 5    | Guatemala | 4          | 0          | 0          | 4          | 29      | 146       | -117       | 0      |

Nota: Se otorgan 2 puntos al equipo que gane un partido, 1 al que empate y 0 al que pierda

### Partidos
| 29 de junio, 14:30 | Colombia | 41 - 0 | Perú | Old Grangonian Club, Chicureo |  |

| 29 de junio, 14:52 | Argentina | 46 - 0 | Guatemala | Old Grangonian Club, Chicureo |  |

| 29 de junio, 16:33 | Colombia | 10 - 14 | Paraguay | Old Grangonian Club, Chicureo |  |

| 29 de junio, 16:55 | Argentina | 53 - 0 | Perú | Old Grangonian Club, Chicureo |  |

| 29 de junio, 18:36 | Colombia | 29 - 12 | Guatemala | Old Grangonian Club, Chicureo |  |

| 29 de junio, 18:58 | Argentina | 42 - 5 | Paraguay | Old Grangonian Club, Chicureo |  |

| 29 de junio, 20:49 | Paraguay | 24 - 7 | Perú | Old Grangonian Club, Chicureo |  |

| 30 de junio, 12:22 | Paraguay | 31 - 5 | Guatemala | Old Grangonian Club, Chicureo |  |

| 30 de junio, 12:44 | Argentina | 43 - 0 | Colombia | Old Grangonian Club, Chicureo |  |

| 30 de junio, 14:34 | Perú | 40 - 12 | Guatemala | Old Grangonian Club, Chicureo |  |

### Grupo B
| Pos. | Equipo     | Encuentros | Encuentros | Encuentros | Encuentros | Tantos  | Tantos    | Tantos     | Puntos |
| Pos. | Equipo     | jugados    | ganados    | empatados  | perdidos   | a favor | en contra | diferencia | Puntos |
| ---- | ---------- | ---------- | ---------- | ---------- | ---------- | ------- | --------- | ---------- | ------ |
| 1    | Brasil     | 4          | 4          | 0          | 0          | 148     | 22        | +106       | 8      |
| 2    | Chile      | 4          | 3          | 0          | 1          | 146     | 19        | +127       | 6      |
| 3    | Uruguay    | 4          | 2          | 0          | 2          | 106     | 61        | +45        | 4      |
| 4    | Costa Rica | 4          | 1          | 0          | 3          | 24      | 180       | -156       | 2      |
| 5    | Venezuela  | 4          | 0          | 0          | 4          | 26      | 168       | -142       | 0      |

Nota: Se otorgan 2 puntos al equipo que gane un partido, 1 al que empate y 0 al que pierda

### Partidos
| 29 de junio, 15:14 | Uruguay | 36 - 0 | Venezuela | Old Grangonian Club, Chicureo |  |

| 29 de junio, 15:36 | Chile | 51 - 0 | Costa Rica | Old Grangonian Club, Chicureo |  |

| 29 de junio, 17:17 | Uruguay | 15 - 19 | Brasil | Old Grangonian Club, Chicureo |  |

| 29 de junio, 17:39 | Chile | 53 - 0 | Venezuela | Old Grangonian Club, Chicureo |  |

| 29 de junio, 19:20 | Chile | 0 - 14 | Brasil | Old Grangonian Club, Chicureo |  |

| 29 de junio, 19:42 | Uruguay | 50 - 0 | Costa Rica | Old Grangonian Club, Chicureo |  |

| 29 de junio, 21:11 | Brasil | 55 - 7 | Venezuela | Old Grangonian Club, Chicureo |  |

| 30 de junio, 13:06 | Brasil | 60 - 0 | Costa Rica | Old Grangonian Club, Chicureo |  |

| 30 de junio, 13:28 | Chile | 42 - 5 | Uruguay | Old Grangonian Club, Chicureo |  |

| 30 de junio, 14:56 | Venezuela | 19 - 24 | Costa Rica | Old Grangonian Club, Chicureo |  |

### Fase final
Semifinales de oro
| 30 de junio, 16:10 | Argentina | 35 - 0 | Chile | Old Grangonian Club, Chicureo |  |

| 30 de junio, 16:32 | Brasil | 14 - 12 | Paraguay | Old Grangonian Club, Chicureo |  |

Partido por el 9.º puesto
| 30 de junio, 16:54 | Guatemala | 12 - 24 | Venezuela | Old Grangonian Club, Chicureo |  |

Partido por el 7.º puesto
| 30 de junio, 17:16 | Perú | 41 - 7 | Costa Rica | Old Grangonian Club, Chicureo |  |

Partido por el 5.º puesto
| 30 de junio, 17:38 | Colombia | 22 - 5 | Uruguay | Old Grangonian Club, Chicureo |  |

Partido por el 3.º puesto
| 30 de junio, 18:42 | Chile | 43 - 0 | Paraguay | Old Grangonian Club, Chicureo |  |

Partido por el 1.º puesto
| 30 de junio, 19:04 | Argentina | 26 - 0 | Brasil | Old Grangonian Club, Chicureo |  |

| Bandera de Argentina |
| Campeón Argentina    |
| Décimo título        |

## Posiciones finales
| Posición | Selección  |
| -------- | ---------- |
| 1        | Argentina  |
| 2        | Brasil     |
| 3        | Chile      |
| 4        | Paraguay   |
| 5        | Colombia   |
| 6        | Uruguay    |
| 7        | Perú       |
| 8        | Costa Rica |
| 9        | Venezuela  |
| 10       | Guatemala  |

## Países clasificados a torneos intercontinentales
| Competencias                      | Países clasificados                                                                                          |
| --------------------------------- | --- |
| Juegos Olímpicos de Tokio 2020    | Argentina |
| Torneo Preolímpico Mundial        | Brasil Chile                                                                                                 |
| Juegos Panamericanos de Lima 2019 | Argentina (clasificado previamente) Chile (clasificado previamente) Uruguay (clasificado previamente) Brasil |